# Tuberculobasis macuxi
Tuberculobasis macuxi – gatunek ważki z rodziny łątkowatych (Coenagrionidae).